# جمعية ولاية ويسكونسن
جمعية ولاية ويسكونسن (بالإنجليزية: Wisconsin State Assembly) هو مجلس النواب التشريعي لولاية ويسكونسن الأمريكية، يقع المقر الرئيسي له في ماديسون، ويسكنسن، وهو المجلس الأدنى في هيئة ويسكونسن التشريعية.

## طالع أيضًا
- هيئة ويسكونسن التشريعية